# Georg Everhard Rumphius
Pour les articles homonymes, voir Rumphius.
Georg Everhard (ou Everhard) Rumphius (ou Rumpf), né en 1627 à Wölfersheim en comté de Solms-Braunfels et mort en 1702, est un marchand, un militaire et un architecte néerlandais célèbre surtout pour ses travaux en histoire naturelle.

## Biographie

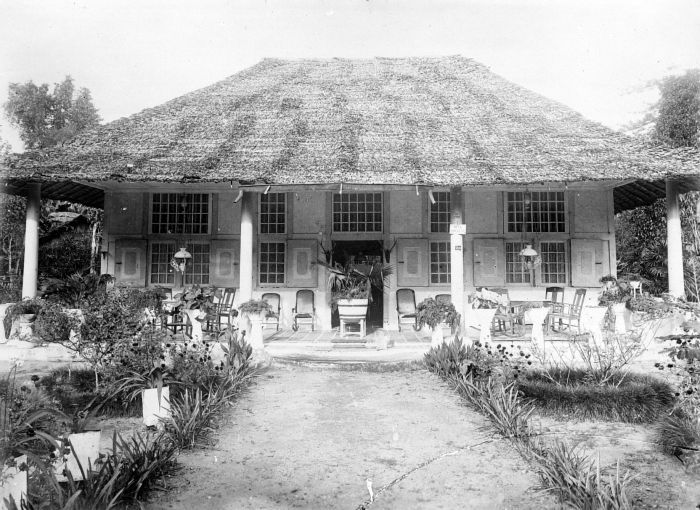
La maison de Rumphius à Ambon dans les Moluques, en Indonésie, dans les années 1910.

Son père est architecte, il s'installe très tôt à Hanau. Ayant le goût du voyage, il s'enrôle dans l'armée vénitienne mais le bateau qui l'emporte au Brésil est capturé et ramené au Portugal. Il y demeurera trois ans avant de pouvoir revenir aux Pays-Bas.
Il repart aussitôt pour Batavia (aujourd'hui Jakarta) comme employé de la Compagnie néerlandaise des Indes orientales. Il passe plusieurs décennies aux Indes orientales et notamment à Ambon. Malgré les troubles politiques que connaît la région, il arrive à continuer son œuvre scientifique.

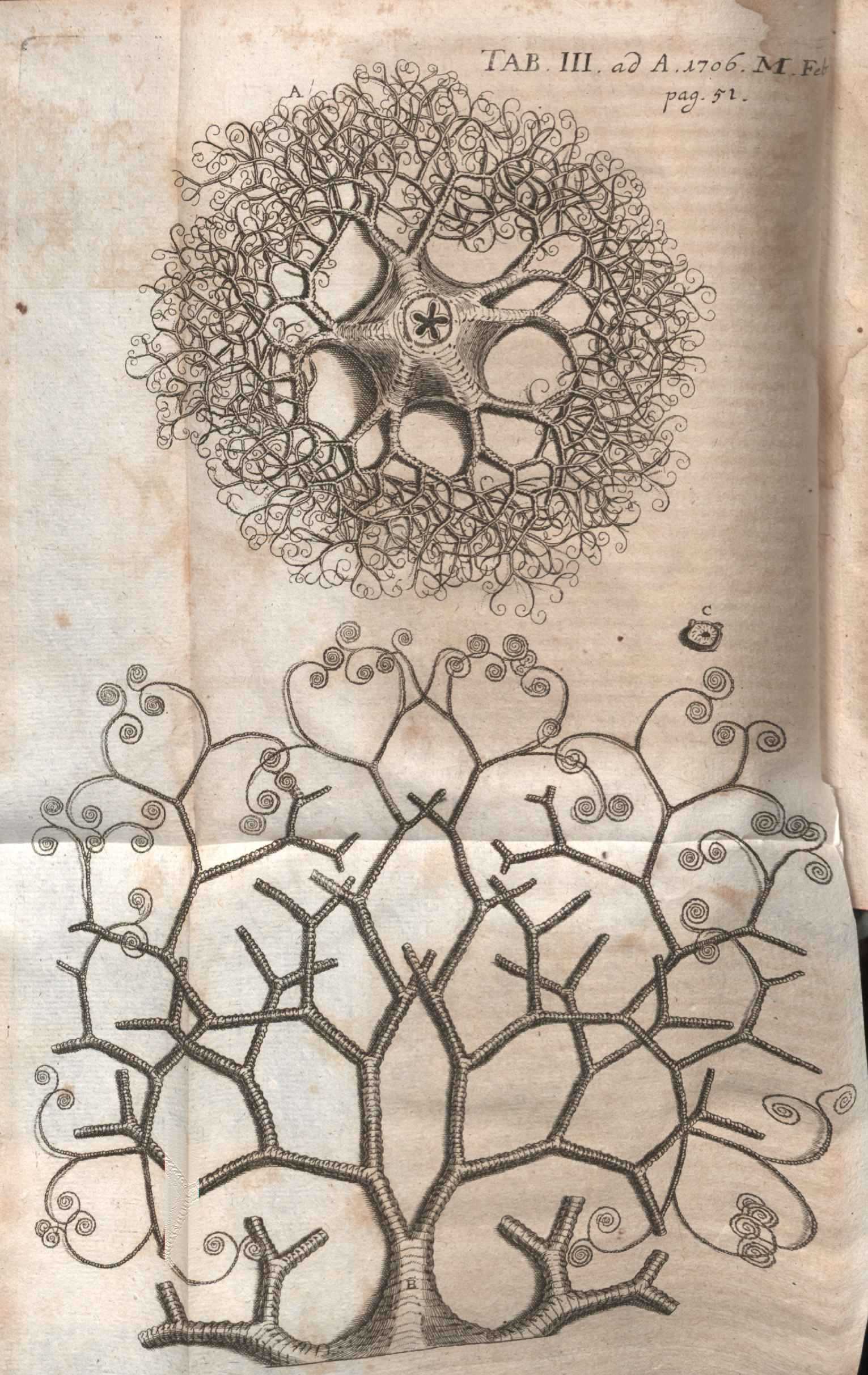
Illustration à la critique du D'Amboinische Rariteitkamer... publiée sur les Acta Eruditorum, 1706.

Frappé de cécité, il poursuit malgré tout son travail, aidé par des secrétaires (dont le béarnais Isaac de l'Ostal de Saint-Martin) et par son fils. Son œuvre a été en partie perdue.
Il amasse une quantité très importante d'observations et rassemble une collection d'échantillons minéraux,de spécimens de plantes et d'animaux et de modèles de fruits en terre cuite qu'il cède à Cosme III de Médicis en 1682, avec une surprenante armoire, le « Centone », fabriquée à partir de 55 espèces différentes de bois. La collection de Rumphius est exposée au Palais Pitti à Florence jusqu'à la mort – sans descendance – de Jean-Gaston de Médicis et rejoint par la suite les collections du musée d'histoire naturelle de l'université de Florence,.
Le catalogue de son cabinet de curiosités parait en 1705, D'Amboinsche Rariteitkamer... (Amsterdam). Mais plus qu'une simple liste, ce livre montre la richesse et la précision de ses observations. Il s'intéresse particulièrement aux mollusques et aux coquillages. Son Herbarium amboinense, paru en six volumes de manière posthume entre 1741 et 1750 en raison de la réticence des Néerlandais à laisser publier des informations sur leurs comptoirs asiatiques, devient la référence à propos de la faune et de la flore des Indes orientales. 
Carl von Linné fait référence à Rumphius dans ses travaux. Bien sûr, son système ne correspond pas au système binomial de Carl von Linné, mais certaines de ses appellations ont été préservées.
| Rumphius, 1705   | Linné, 1758        | Nom actuel                |
| Tellina virgata  | Tellina virgata    | Tellina virgata L.        |
| Porcellana argus | Cypraea argus      | Cypraea argus L.          |
| Vespertilio      | Voluta vespertilio | Aulicina vespertilio (L.) |
| Cassis cornuta   | Buccinum cornutum  | Cassis cornuta (L.)       |

Les illustrations de son ouvrage sont supérieures à celles de Philippo Buonanni mais inférieures à celle de Martin Lister.

## Orientation bibliographique
- Georg Eberhard Rumpf et E.M. Beekman (1999). The Ambonese curiosity cabinet - Georgius Everhardus Rumphius, Yale University Press (New Haven, Connecticut) : cxii + 567 p.  (ISBN 0300075340)

Première traduction en anglais, ce texte est précédé d'une importante introduction à la vie et à l'œuvre de Rumphius.
- Allessandro Wagner (2023). Faire l'amour comme une orchidée, Arthaud, pages 57 à 65.